# Víctor Rivero
Víctor Javier Rivero Faccioli (Valparaíso, 15 de marzo de 1980) es un exfutbolista y entrenador de fútbol chileno. Actualmente dirige a Deportes Limache de la Primera División de Chile.

## Trayectoria

### Como jugador
Comenzó su carrera futbolística a los 8 años de edad en el club deportivo de Santiago Wanderers de Valparaíso, en donde se desarrolló como portero. Fue entrenado por Juan Olivares, (exarquero de Santiago Wanderers y exseleccionado nacional en el mundial de 1966 y 1974)ex seleccionado cabildano. Como jugador profesional, se desempeñó en Municipal Limache, San Luis de Quillota y Unión La Calera. Con los canarios consiguió el título de Tercera División 2003, mientras que con los cementeros obtuvo el ascenso a la Primera División en 2010, bajo la dirección de Emiliano Astorga.

### Como entrenador
Rivero inició su carrera en la dirección técnica como ayudante de Emiliano Astorga en los clubes Unión La Calera (2011-2012) y Palestino (2012-2013).
Durante los años 2014-2015 dirigió a San Luis, elenco con el que se coronó campeón de la Primera B del fútbol chileno y ascendió a Primera División para el torneo 2015-2016.Desde mediados de 2015 fue entrenador de Everton en la Primera B, hasta el 31 de marzo de 2016 cuando su contrato fue rescindido.En noviembre de 2016, fue anunciado como nuevo entrenador de Rangers en reemplazo de Héctor Almandoz, con la meta de ascender a la Primera División.En marzo de 2017, luego de una derrota ante Deportes Puerto Montt, renunció a la banca del equipo rojinegro. En junio de 2017 asumió la banca de Unión La Calera de la Primera B, donde inició con la meta de salvar al equipo del descenso, pero lograron el ascenso a la Primera División tras vencer por penales a Santiago Wanderers.
Ya en la división de honor del fútbol chileno, en noviembre de 2018 fue despedido del conjunto calerano tras una racha de 7 derrotas consecutivas. Para la temporada 2019, dirigió a Cobreloa, renunciando meses antes de liguilla por el ascenso a Primera división. En 2020 regresó a la banca de San Luis,siendo despedido del conjunto quillotano en octubre de 2020 luego de llamar a un grupo de hinchas canarios como "vagabundos y drogadictos".
En mayo de 2021 fue anunciado como nuevo entrenador de Santiago Wanderers de la Primera división, en reemplazo de Ronald Fuentes.Tras un mes, y debido a los malos resultados y mala relación con parte del plantel, renunció al banco caturro. En agosto de 2021, reemplazó a Jorge Acuña en el banco de Unión San Felipe de la Primera B, dejando el banco a fin de temporada.
En noviembre de 2021 fue presentado como nuevo entrenador de Deportes Iquique de la Primera B, con vistas a la temporada 2022.Tras una irregular campaña, el 25 de abril de 2022 dejó el banco iquiqueño.De cara a los Playoffs de la misma temporada, tuvo su segunda estadía en Unión San Felipe, donde perdió sus dos partidos.
En enero de 2023, luego de ser convencido por su cuñado y presidente del equipo, César Villegas, fue anunciado como nuevo entrenador de Deportes Limache de la Segunda División chilena.Luego de coronar una excelente campaña con el ascenso a la Primera B chilena,en octubre de 2023 nuevamente tomó el mando de Unión San Felipe, de forma interina por el Playoff del ascenso, donde perdió ante Santiago Wanderers.
En diciembre de 2024, tras una definición a penales contra Rangers de Talca, logró el ascenso de Deportes Limache a la primera división del fútbol chileno.

## Clubes

### Como jugador
| Club              | País  | Año       |
| ----------------- | ----- | --------- |
| San Luis          | Chile | 2000      |
| Municipal Limache | Chile | 2001      |
| San Luis          | Chile | 2002-2004 |
| Unión La Calera   | Chile | 2005-2010 |

### Como entrenador
| Club               | País  | Año       | PJ  | PG  | PE | PP | Efectividad |
| ------------------ | ----- | --------- | --- | --- | -- | -- | ----------- |
| San Luis           | Chile | 2014-2015 | 45  | 27  | 10 | 8  | 67.41%      |
| Everton            | Chile | 2015-2016 | 38  | 17  | 9  | 12 | 52.63%      |
| Rangers            | Chile | 2016-2017 | 12  | 3   | 4  | 5  | 36.11%      |
| Unión La Calera    | Chile | 2017-2018 | 53  | 26  | 10 | 17 | 55.35%      |
| Cobreloa           | Chile | 2019      | 27  | 10  | 9  | 8  | 48.15%      |
| San Luis           | Chile | 2020      | 11  | 3   | 5  | 3  | 42.42%      |
| Santiago Wanderers | Chile | 2021      | 4   | 0   | 1  | 3  | 8.33%       |
| Unión San Felipe   | Chile | 2021      | 18  | 6   | 4  | 8  | 40.74%      |
| Deportes Iquique   | Chile | 2022      | 10  | 2   | 4  | 4  | 33.33%      |
| Unión San Felipe   | Chile | 2022      | 2   | 0   | 0  | 2  | 0%          |
| Deportes Limache   | Chile | 2023      | 27  | 18  | 7  | 2  | 75.31%      |
| Unión San Felipe   | Chile | 2023      | 2   | 1   | 0  | 1  | 50%         |
| Deportes Limache   | Chile | 2024-Act. | 67  | 25  | 16 | 26 | 45.27%      |
| Total              | Total | Total     | 316 | 138 | 79 | 99 | 52%         |

## Palmarés

### Como jugador
| Título             | Equipo   | País  | Año  |
| ------------------ | -------- | ----- | ---- |
| Tercera División A | San Luis | Chile | 2003 |

### Como entrenador
| Título           | Equipo           | País  | Año             |
| ---------------- | ---------------- | ----- | --------------- |
| Primera B        | San Luis         | Chile | 2014-15         |
| Primera B        | Unión La Calera  | Chile | Transición 2017 |
| Segunda División | Deportes Limache | Chile | 2023            |
| Primera B        | Deportes Limache | Chile | 2024            |